# Plancy-l’Abbaye
Plancy-l’Abbaye ist eine französische Gemeinde mit 963 Einwohnern (Stand: 1. Januar 2022) im Département Aube in der Region Grand Est; sie gehört zum Arrondissement Nogent-sur-Seine und zum Kanton Creney-près-Troyes.

## Geographie
Plancy-l’Abbaye liegt etwa 25 Kilometer nordnordwestlich von Troyes. Die Aube fließt im Süden der Gemeinde. Umgeben wird Plancy-l’Abbaye von den Nachbargemeinden Faux-Fresnay im Norden und Nordwesten, Salon im Norden, Champfleury im Norden und Nordosten, Viâpres-le-Petit im Osten, Bessy im Südosten, Rhèges im Süden, Droupt-Sainte-Marie im Süden und Südwesten, Longueville-sur-Aube im Südwesten, Boulages im Westen sowie Courcemain im Westen und Nordwesten.

### Militärflugplatz La Perthe / Staatsforst La Perthe
Nördlich der Gemeinde, beiderseits der Straße zwischen Courcemain und Champfleury, existierte zwischen 1918 und dem Ende des Zweiten Weltkriegs ein Militärflugplatz. Es entstand im letzten Jahr des Ersten Weltkriegs als Schulflugplatz für Kampf- und Bombenflieger mit dem Centre d'Entrainement pour l'Aviation de Combat et de Bombardement (CIACB). Das Militär blieb nach dem Krieg in La Perthe und in den 1930er Jahren wurde der Flugplatz, damals ein Satellitenplatz der Basis in Romilly-sur-Seine, erweitert. Im ersten Kriegsjahr 1939/1940 diente er verschiedenen fliegenden Gruppen der Armée de l’air als vorübergehender Stützpunkt. Während der deutschen Besetzung Frankreichs lagen auf dem auch unter dem Namen Champfleury bezeichneten Platz nach Beginn der alliierten Invasion in der Normandie auch kurzzeitig Bf 109G-Gruppen der Luftwaffe. Zunächst handelte es sich um die IV. Gruppe des Jagdgeschwaders 27 (IV./JG 27), die hier bis Mitte Juli und dann nochmals von Anfang bis Mitte August 1944 hier lag. Hinzu kam von Ende Juni bis Mitte Juli die II. Gruppe des Jagdgeschwaders 53 (II./JG 53). Nach dem Krieg gab man den Flugplatz auf und das Areal wurde aufgeforstet. Der entstandene Wald wird als Forêt domaniale de la Perthe bezeichnet.

## Bevölkerungsentwicklung
| Jahr                       | 1962 | 1968 | 1975 | 1982 | 1990 | 1999 | 2006 | 2018 |
| Einwohner                  | 697  | 757  | 931  | 964  | 957  | 849  | 922  | 968  |
| Quellen: Cassini und INSEE |      |      |      |      |      |      |      |      |

## Sehenswürdigkeiten
- Kirche Saint-Martin in Abbaye-sous-Plancy
- Kirche Saint-Julien-l'Hospitalier
- Kirche Saint-Loup in Viâpres-le-Grand

## Persönlichkeiten
- Jacques Collin de Plancy (1793/1794–1881), Schriftsteller
- Louis Brisson (1817–1908), Priester